# Elizabeth Simcoe
Elizabeth Posthuma Simcoe, baptisée le 22 septembre 1762 à Aldwincle et morte le 17 janvier 1850 près de Honiton, est une artiste et diariste britannique du Canada colonial. Elle est l'épouse de John Graves Simcoe, premier lieutenant-gouverneur du Haut-Canada. 

## Biographie
Elizabeth Posthuma Gwillim, née à une date inconnue, est la fille unique du lieutenant-colonel Thomas Gwillim et d'Elizabeth Spinckes. Son père meurt sept mois avant sa naissance. Sa mère meurt quelques heures après l'accouchement.
Après son baptême, qui a lieu le 22 septembre 1762 à Aldwincle,, un jour avant l'inhumation de sa mère,,, Elizabeth grandit auprès de sa grand-mère et, plus tard, de la sœur cadette de sa mère, Margaret. En commémoration de sa naissance posthume, Elizabeth reçoit le deuxième prénom, Posthuma. Elle a alterné vivre avec ses parents restants[style à revoir]. Sa tante, Margaret, épouse l'amiral Samuel Graves le 14 juin 1769 et elle grandit au domaine de Graves, Hembury Fort House, près de Honiton, dans le Devon. Gwillim fait partie d'un groupe d'amis comprenant Mary Anne Burges à Honiton.

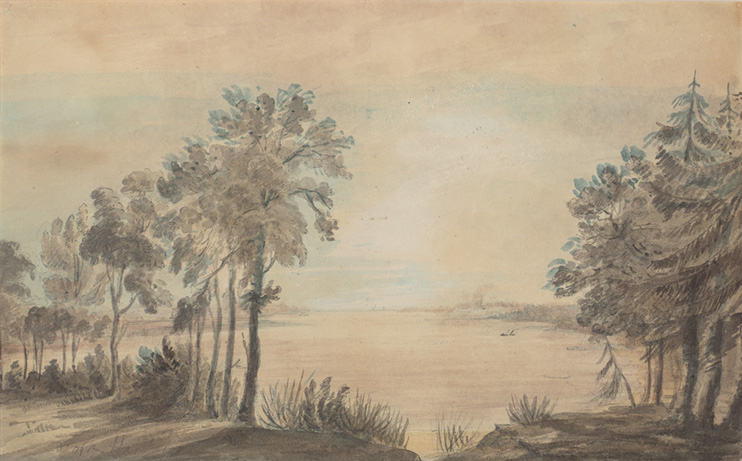
Une aquarelle de 1793 réalisée par Simcoe à York Harbour avant la colonisation. York deviendra la ville de Toronto.

Le 30 décembre 1782, Elizabeth épouse John Graves Simcoe, le filleul de l'amiral Graves. Ils avaient onze enfants entre les années 1784 et 1804. Ils ont appelé leur maison d'été Castle Frank (aujourd'hui le nom d'une station de la métro de Toronto) pour leur fils aîné Francis Gwillim Simcoe. Katherine Simcoe, leur seule fille née dans le Haut-Canada, meurt dans l'enfance d'une fièvre ; elle est inhumée à la garnison de Fort York. 
Riche héritière, Elizabeth acquiert un domaine de 5 000 hectares près de Honiton dans le Devon et construit Wolford Lodge. Wolford était le siège de la famille Simcoe jusqu'en 1923. Elle meurt près de Honiton le 17 janvier 1850, à l’âge de 87 ans. Elle est inhumée à la chapelle Wolford.

## Héritage
Elizabeth Simcoe laisse un journal intime qui donne une impression précieuse de la vie dans l'Ontario colonial. Publiée pour la première fois en 1911, il a été suivi d'une transcription publiée en 1965 et d'une version de poche publiée au début du XXIe siècle, plus de 200 ans après qu'elle l'ait écrit. Son héritage comprend également une série de 595 aquarelles représentant la ville de York, dans le Haut-Canada. Elle est à l'origine du nom de Scarborough, un district de l'est de Toronto, en l'honneur de Scarborough, North Yorkshire. Les cantons de Gwillimbury Nord, Est et Ouest, juste au sud du lac Simcoe, dans le centre de l'Ontario, portent également le nom de la famille. Le canton de Whitchurch (aujourd'hui la ville de Whitchurch–Stouffville, en Ontario ) est nommé en l'honneur de son lieu de naissance. En décembre 2007, une statue d’Elizabeth Gwillim Simcoe est érigée dans la ville de Bradford West Gwillimbury, à l’occasion du 150e anniversaire de son incorporation. La statue se trouve dans un mini-parc devant le bureau de poste de Bradford, à l'angle des rues John Street West et Barrie Street.